# Sympodomma diomedeae
Sympodomma diomedeae är en kräftdjursart som först beskrevs av William Thomas Calman, och fick sitt nu gällande namn av  1912. Sympodomma diomedeae ingår i släktet Sympodomma och familjen Bodotriidae. Inga underarter finns listade i Catalogue of Life.